# Sibbersdorf
Sibbersdorf ist ein Ortsteil der ostholsteinischen Kreisstadt Eutin in Schleswig-Holstein. Der Ort ist mit rund 130 Einwohnern die kleinste Dorfschaft innerhalb Eutins.

## Lage

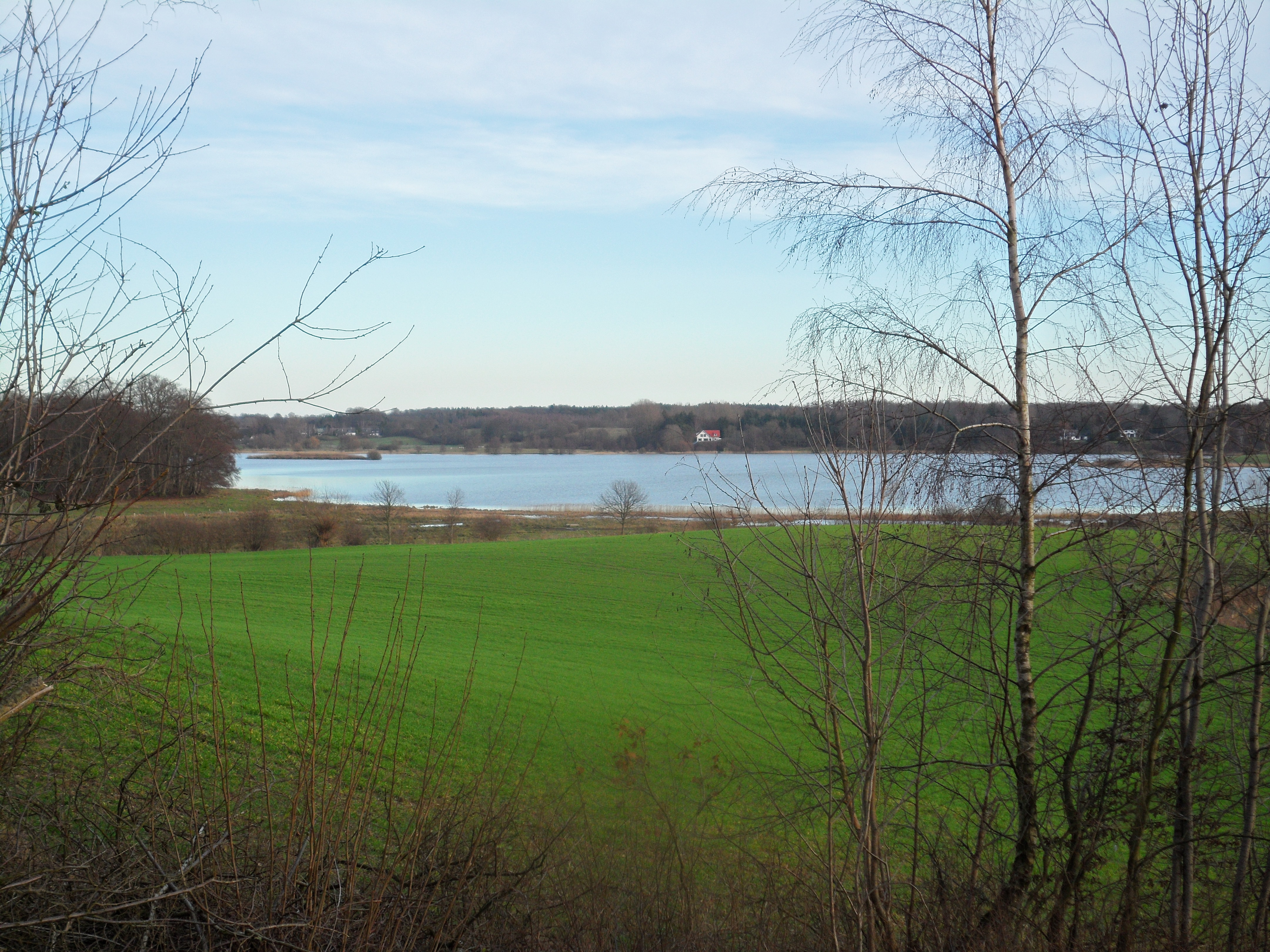
Sibbersdorfer See

Sibbersdorf liegt nordöstlich von Eutin am Sibbersdorfer See. Nächstgelegene Nachbarorte in rund drei Kilometern Entfernung sind Eutin-Fissau sowie die Dörfer Stendorf (Gemeinde Kasseedorf) und Zarnekau (Gemeinde Süsel). Das Eutiner Stadtzentrum mit seinem Bahnhof ist knapp fünf Kilometer entfernt.
Die Verkehrsanbindung erfolgt über die Landstraße 57, die Eutin mit Schönwalde am Bungsberg verbindet. Die nächstgelegene Bundesstraße ist die B76, die auch zur Anschlussstelle Eutin der Bundesautobahn 1 führt.

## Geschichte und Einwohnerentwicklung
Die Dorfschaft Sibbersdorf, die früher Subbesdorpe hieß, gehörte lange Zeit gemeinsam mit Neudorf und Fissau zur Landgemeinde Eutin, ehe die drei Dörfer im Zuge einer Gebietsreform 1933 in die Stadt Eutin eingemeindet wurden. Sibbersdorf hatte Mitte des 19. Jahrhunderts rund 180 Einwohner, wobei diese Zahl in den 1900er Jahren zeitweise auf unter 100 gemeldete Personen sank.

## Politik und Kultur
Gemäß § 13 der Eutiner Stadtsatzung verfügt die Ortschaft über einen Dorfvorstand, der die Interessen der Dorfschaft gegenüber den städtischen Gremien vertritt. Bei Kommunalwahlen bildet Sibbersdorf gemeinsam mit Teilen der Dorfschaft Fissau den 13. Gemeindewahlbezirk.
Verbindungen mit Fissau bestehen auch in Form der gemeinsamen Freiwilligen Feuerwehr Fissau-Sibbersdorf sowie des Dorfvereins Fissau-Sibbersdorf.